# 万字温泉奥万字王国
万字温泉奥万字王国（まんじおんせんおくまんじおうこく）は北海道空知郡栗沢町（現在の岩見沢市）に存在した温泉である。別名は｢万字温泉｣。

## 歴史
- 1983年（昭和58年）- 万字温泉奥万字王国として開業。
- 2006年（平成18年）- オーナーの体調不良により休業していたが、再開もできずに廃業。
- 2009年（平成21年）9月 - 建物解体、更地となっている。

## 泉質
- 単純硫化水素泉、弱アルカリ性低張性冷鉱泉[1]、硫黄ナトリウム、カルシウム塩化物泉。
- 効能はリウマチ、神経痛、筋肉痛など。

## 温泉施設
看板には大きく「リンゴ風呂」と書いてあった。湯船にリンゴが浮かんでいるリンゴ風呂が特徴であった。

## アクセス
夕張市方面の北海道道38号夕張岩見沢線沿いに向かう。